# ジャコモ・シンティーニ
ジャコモ・シンティーニ（Giacomo Sintini, 1979年1月16日 - ）は、イタリアの元男子バレーボール選手。ルーゴ出身。ポジションはセッター。元イタリア代表。

## 来歴
地元のラヴェンナにあるユースチームから、1998年、セリエA・ラヴェンナへ入団。フォルリを経て、2001年にトレヴィーゾへ移籍。イタリア代表に選出され、同年11月24日、フェラーラで行われた試合で代表デビューを飾った。
2002年、A1へ昇格したペルージャへ移籍。2004-2005シーズンには、当時監督を務めたフェルディナンド・デジョルジの指導の下、196cmの大型セッターとして頭角を現し、セリエAのリーグ準優勝に貢献した。
イタリア代表バレリオ・ベルミリオの控えセッターとして出場した2005年欧州選手権では優勝を経験。2005年ワールドグランドチャンピオンズカップに出場した。2005-2006シーズンには再びデジョルジの下、移籍したマチェラータでリーグ初優勝を飾り、同年CEVカップでも優勝した。
2007年から古巣ペルージャで3シーズンプレーし、2009-2010年チャレンジカップ初優勝に貢献。2010年、ロシア・スーパーリーグのロコモティフ・ベロゴリエへ移籍した。

## 球歴
- ワールドグランドチャンピオンズカップ - 2005年（3位）
- ワールドリーグ - 2005年（7位）
- 欧州選手権 - 2005年（優勝）

## 所属クラブ
- ポルト・ラヴェンナ・バレー（1998-2000年）
- バレー・フォルリ（2000-2001年）
- シスレー・トレヴィーゾ（2001-2002年）
- ペルージャ・バレー（2002-2005年）
- ルーベ・マチェラータ（2005-2007年）
- ペルージャ・バレー（2007-2010年）
- ロコモティフ・ベロゴリエ（2010年）
- バレー・フォルリ（2010-2011年）
- ヤストシェンブスキ・ヴェンギェル（2011年）
- トレンティーノ・バレー（2012-2014年）
- カッリポ・ヴィボ・ヴァレンツィア（2014-2015年）